# Верне, Клод Жозеф
Клод Жозе́ф Верне́, или Жозеф Верне Первый (фр. Claude Joseph Vernet; 14 августа 1714, Авиньон — 3 декабря 1789, Париж) — французский живописец, рисовальщик и гравёр, мастер офорта. Пейзажист и маринист. Романист. Представитель романтического течения французского неоклассицизма второй половины XVIII века. Работал по заказам российского императорского двора. Один из родоначальников большой художественной семьи.

## Семья художников Верне
Члены этой семьи активно работали в XVIII—XIX веках в разных жанрах и видах изобразительного искусства. Среди наиболее известных были братья Франсуа (1730—1779) и Клод Жозеф, или Жозеф Верне Первый, сыновья художника-декоратора Антуана Верне (1689—1753). Дочь Клода Жозефа Верне Первого — Маргарита Эмили вышла замуж за архитектора Жана-Франсуа Шальгрена (в период революции, в 1794 году Маргарита была осуждена по доносу и гильотинирована). Сын Жозефа Первого — Карл Верне (1758—1836) — «живописец лошадей», баталист, литограф. Сыном Карла был живописец-баталист и художник-ориенталист — Орас Верне (1789—1863), тесть художника Поля Делароша. Сыном Франсуа Верне был скульптор Жозеф Верне Второй (1760—?). Художниками были и другие члены семьи.

## Биография

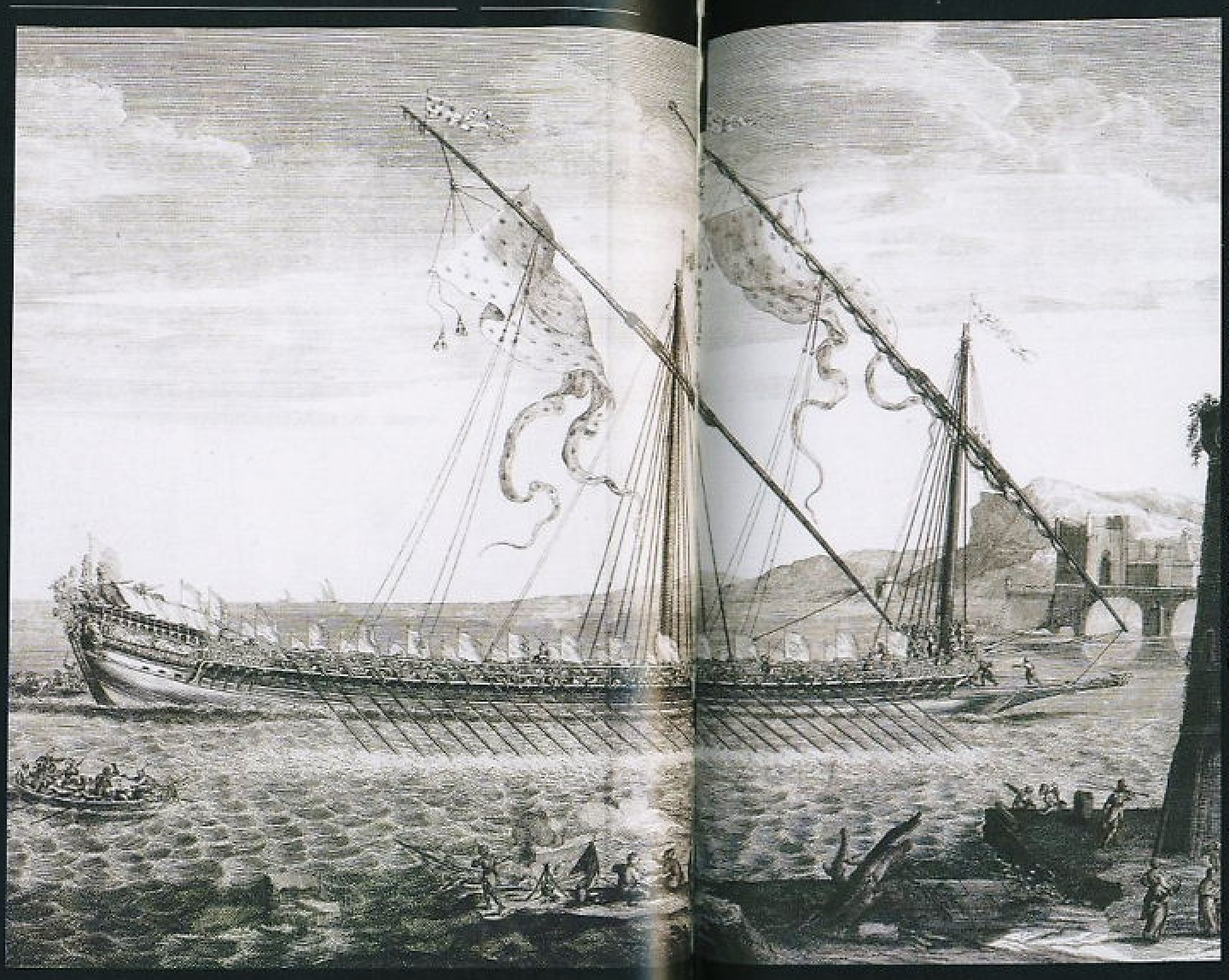
Вид марсельского порта. Офорт по картине К. Ж. Верне. Разворот книги Андре Зисберга и Рене Бурле «Слава и нищета галер». Морской музей, Париж

Клод Жозеф Верне — французский живописец, отец художника Карла Верне и дед художника Ораса Верне. Родился в Авиньоне. Когда ему было всего четырнадцать лет, он стал помогать отцу, Антуану Верне (1689—1753), опытному художнику-декоратору. Позже при посредничестве своего отца Верне стал учеником художника Луи Рене де Виали в Экс-ан-Провансе. Там маркиз де Кодон, Жозеф де Сейтр, узнал о нём и поддержал его щедрым грантом. Это позволило Верне в 1734 году поехать в Рим в возрасте двадцати лет и провести некоторое время, обучаясь у художников-маринистов Бернардино Ферджиони и Адриана Манглара. В течение двадцати лет Верне жил в Риме, где изучал творчество итальянских пейзажистов-маринистов, таких как Клод Лоррен.
В 1743 году Клод Жозеф Верне стал полноправным членом Академии Святого Луки. Считается также, что на творчество Верне повлиял Джованни Паоло Паннини, с которым он, вероятно, познакомился и работал в Риме.
Через два года в Риме Верне женился на англичанке Вирджинии Паркер, дочери капитана папского флота. При посредничестве маркиза де Мариньи, директора ведомства Королевских построек (Bâtiments du Roi) в правление Людовика XV в 1753 году Верне был направлен ко французскому двору в Париж. Он должен был в двадцати четырёх картинах изобразить важнейшие «Порты Франции» и прославить тем самым «морскую мощь королевства». Для этого он вместе с семьёй отправился в Марсель, а оттуда начал длинный путь вдоль всего французского побережья, с юга на север. Он делал рисунки пером, кистью и тушью с пометками для последующего цветового решения. Крупномасштабные виды всех французских военных и торговых портов были написаны в соответствии с точно указанным маршрутом, причём основные порты представлены двумя или тремя различными видами. Мариньи рассматривал этот проект как дидактическое произведение и исторический документ. Цель состояла в том, чтобы показать все особенности и формы навигации, обусловленные местной топографией. Верне разработал особенный композиционные тип панорамного изображения с низким горизонтом и высоким небом. Многочисленные стаффажные фигуры, оживляющие картины, сами по себе не новы. Однако Верне показал людей за их работой и повседневными делами на фоне величественных романтических пейзажей. Первые планы его картин превращались в «развёрнутые сцены провинциальной жизни». К 1763 году он написал пятнадцать картин.
При жизни Клод Жозеф прославился, в основном, изображением морских бурь, лунных ночей и тонущих кораблей. Морские пейзажи Верне часто изображают штормы и сцены кораблекрушения. Согласно легенде, чтобы самому получить этот опыт, живописец во время шторма приказал привязать себя к мачте корабля. В 1757 году он написал серию из четырёх картин под названием «Четыре времени дня». На протяжении всей своей жизни Верне возвращался к итальянским темам, о чём свидетельствует одна из его более поздних работ — «Выброшенный на берег кит» (Национальная галерея в Лондоне). По возвращении из Рима Верне стал членом Королевской академии живописи и скульптуры в Париже и работал почти исключительно по королевскому заказу.
Верне также работал по заказам российской императрицы Екатерины II и наследника Павла Петровича. Однако сам в России не был. В Санкт-Петербургском Эрмитаже хранится значительное количество его произведений —двадцать шесть картин.
Клод Жозеф Верне был членом масонской ложи «Девять сестёр» (Les Neufs Sœurs). Художник умер 3 декабря 1789 года в Париже в своей квартире в Лувре в возрасте почти семидесяти пяти лет.
Его большие холсты приобретали коллекционеры для украшения своих дворцов по всей Европе, в настоящее время они находятся во многих крупных европейских музеях. С рисунков Верне делали гравюры многие мастера-офортисты.
Среди наиболее известных учеников Верне были Пьер Жак Волер (1728—1799), создатель пейзажей с изображениями кораблекрушений и извержений Везувия, и Шарль Франсуа Лакруа де Марсель (1700—1782), мастер ночного и прибрежного пейзажа.

## Галерея

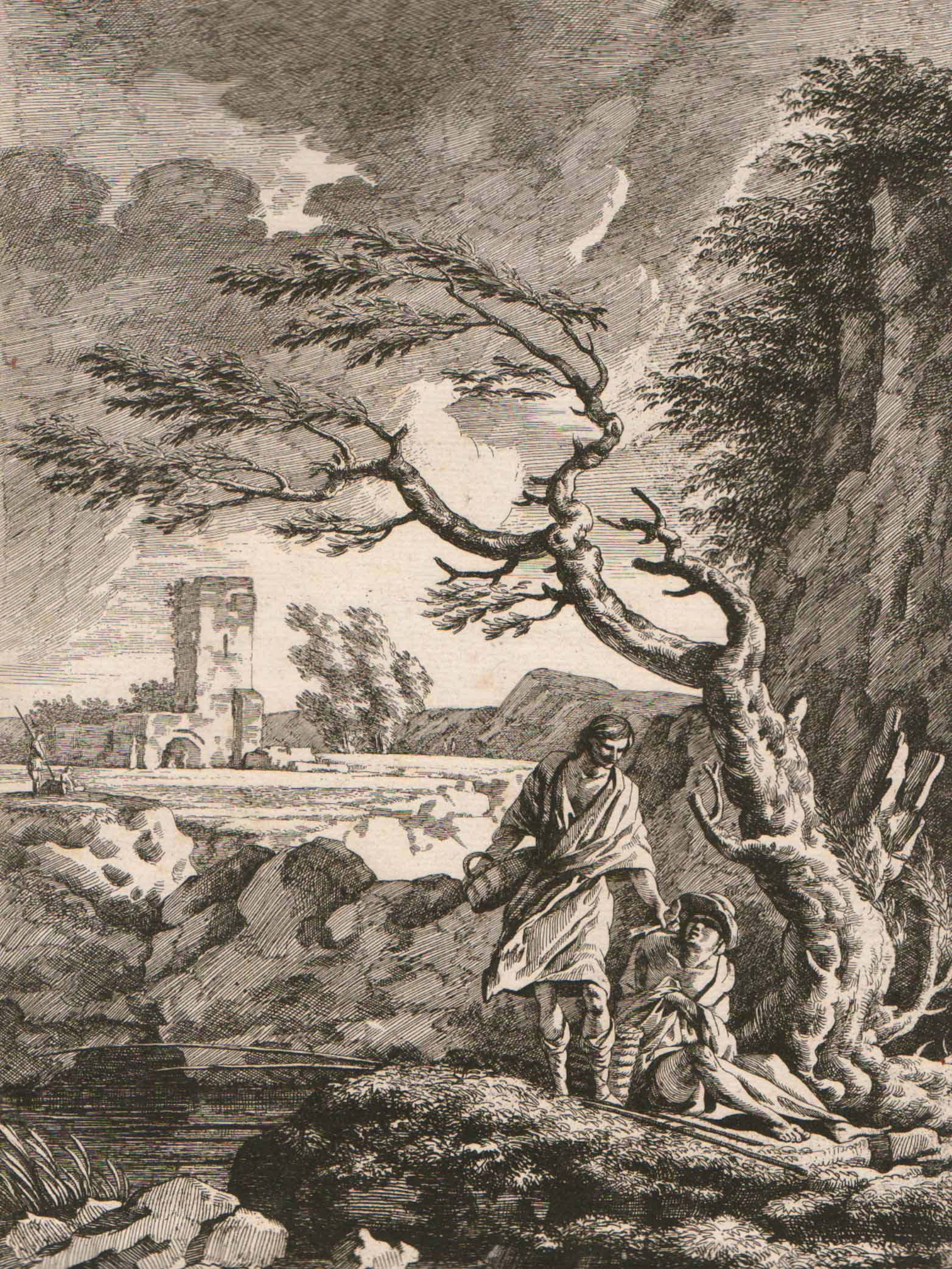
Рыбаки, застигнутые ветром. Офорт
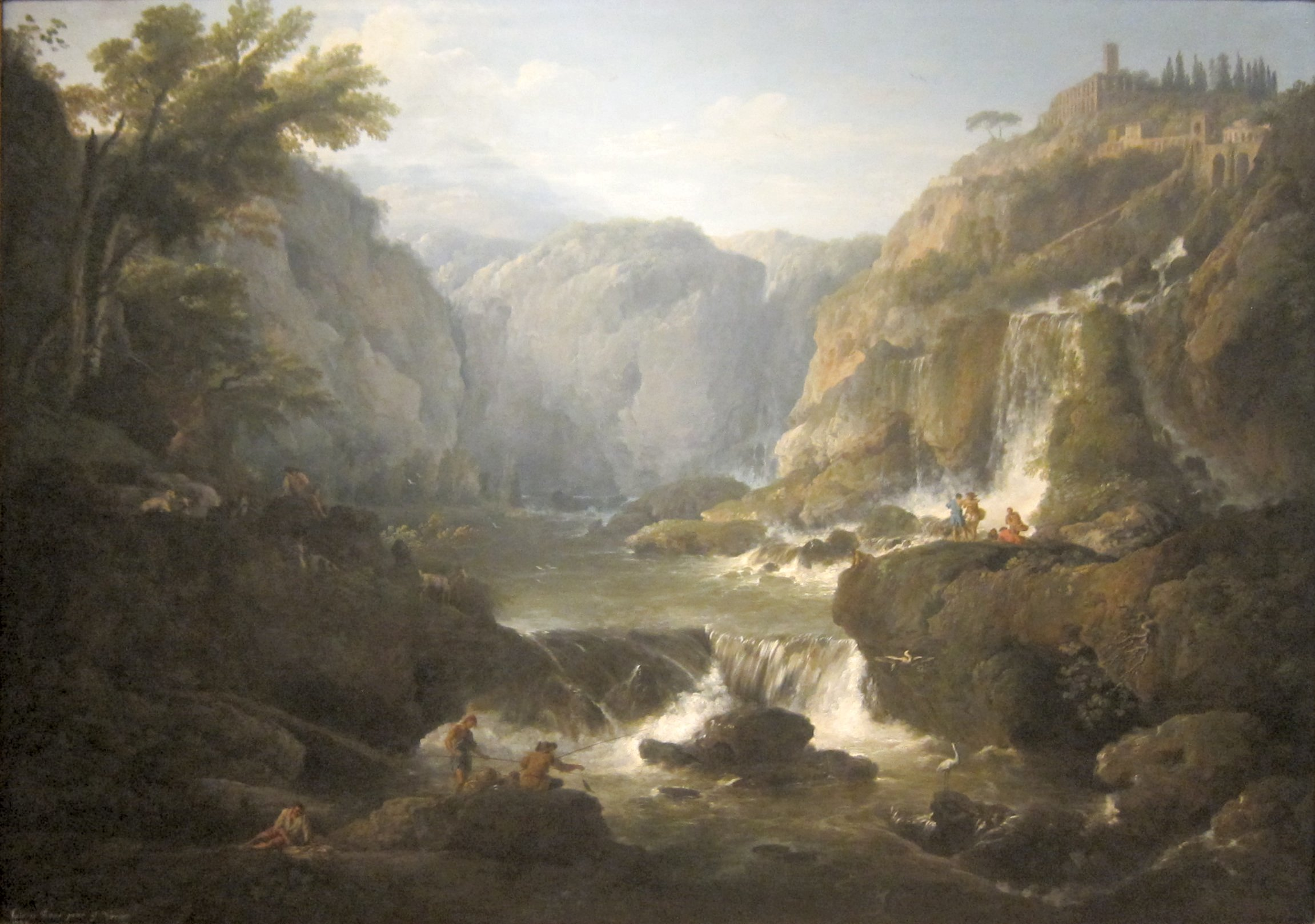
Водопад в Тиволи, 1737. Холст, масло. Художественный музей Кливленда, Огайо, США
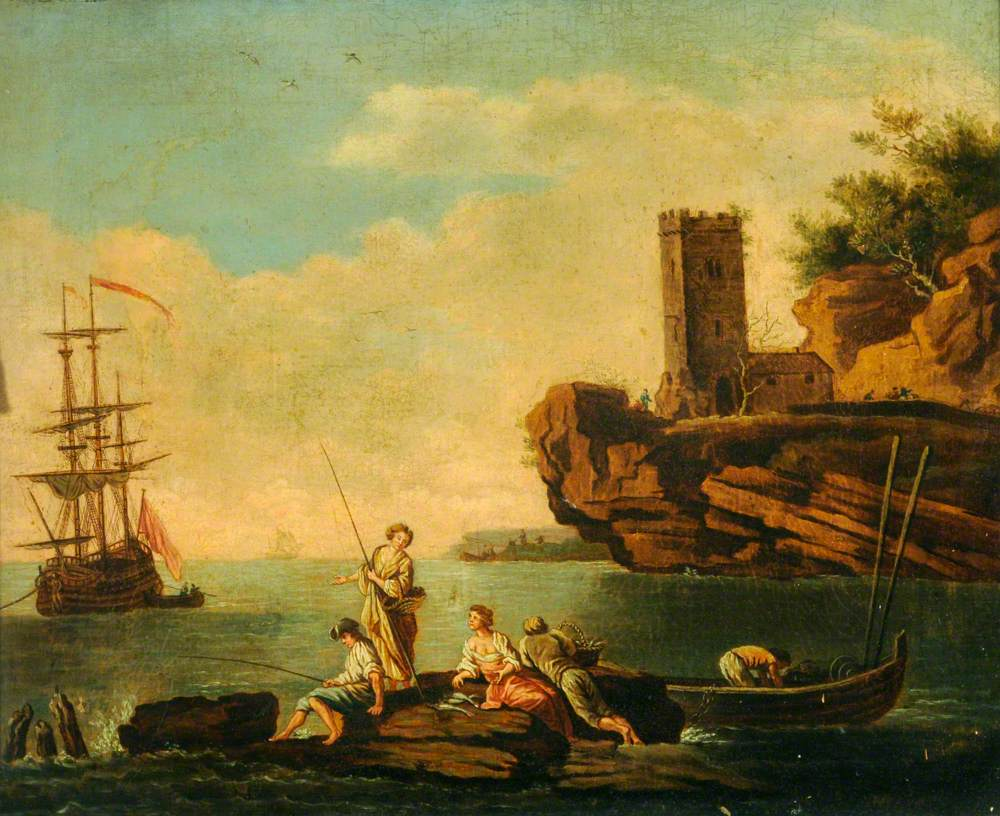
Морской пейзаж. Фонд Галерей Шеффилда, Великобритания
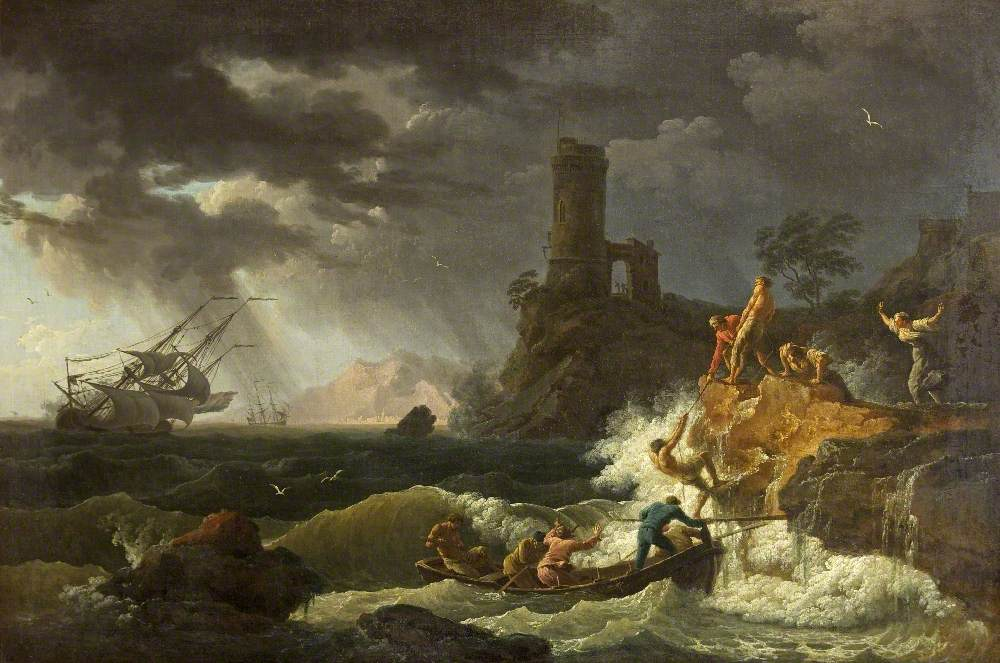
Полдень, буря и кораблекрушение. Ок. 1760. Холст, масло. Национальный фонд, Великобритания
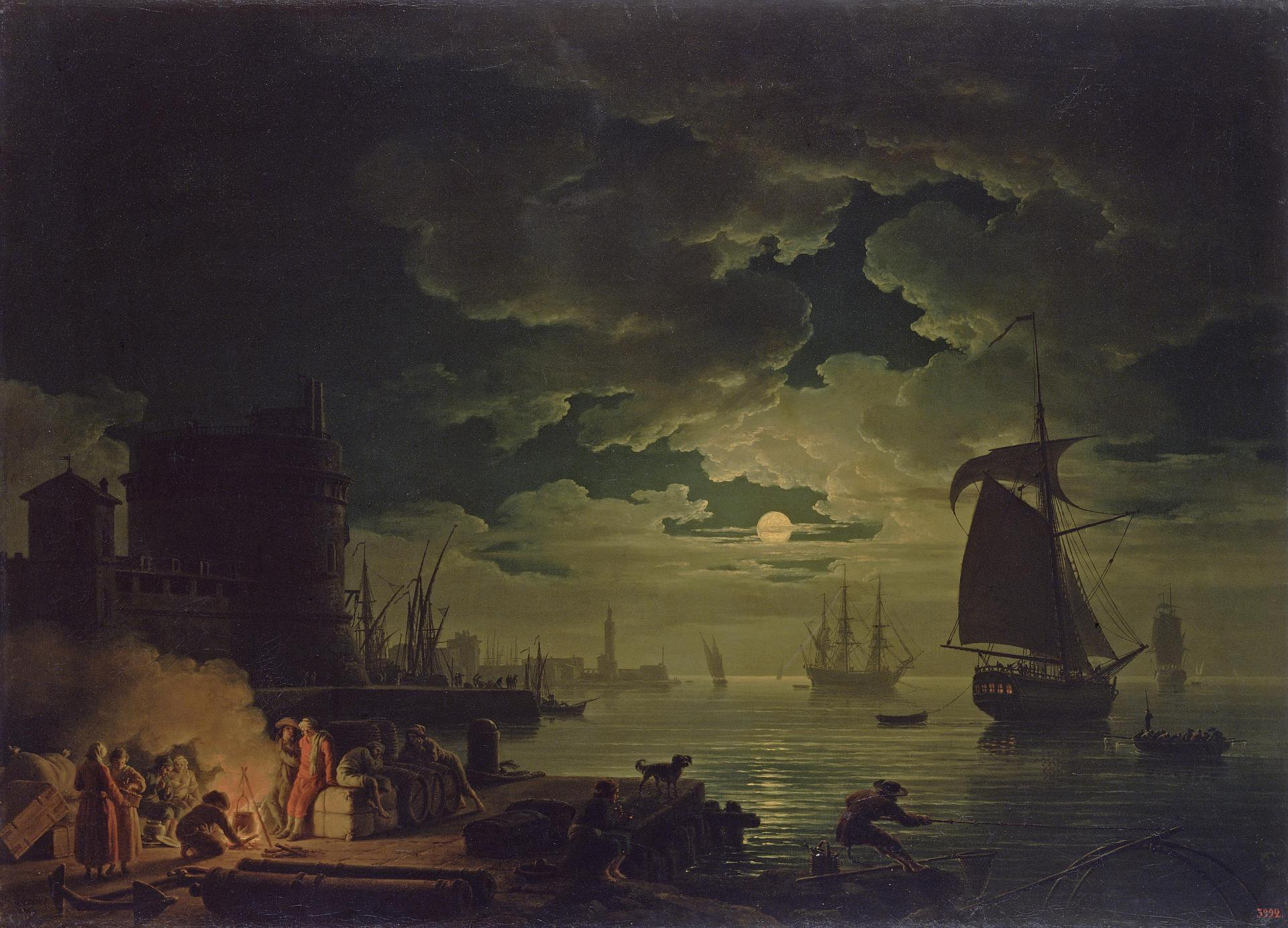
Вход в Палермский порт при лунном свете. 1769. Холст, масло. Государственный Эрмитаж, Санкт-Петербург
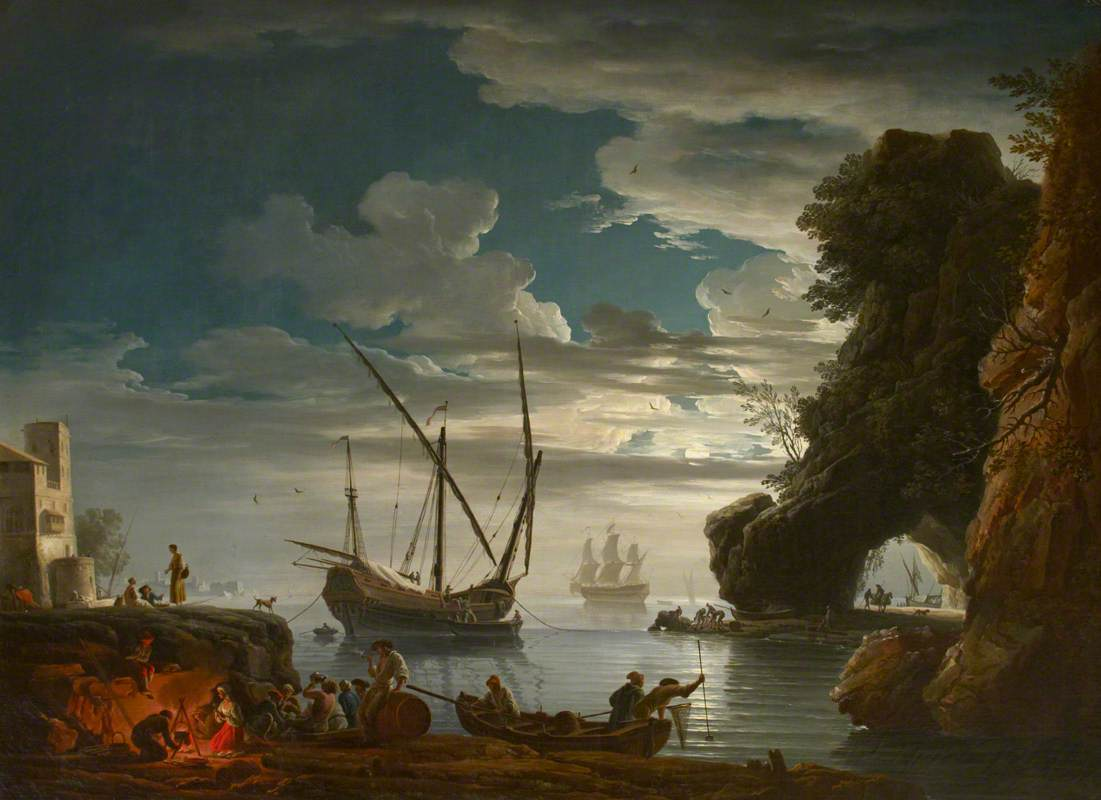
Морской порт лунной ночью. 1751. Холст, масло. Национальный фонд, Великобритания
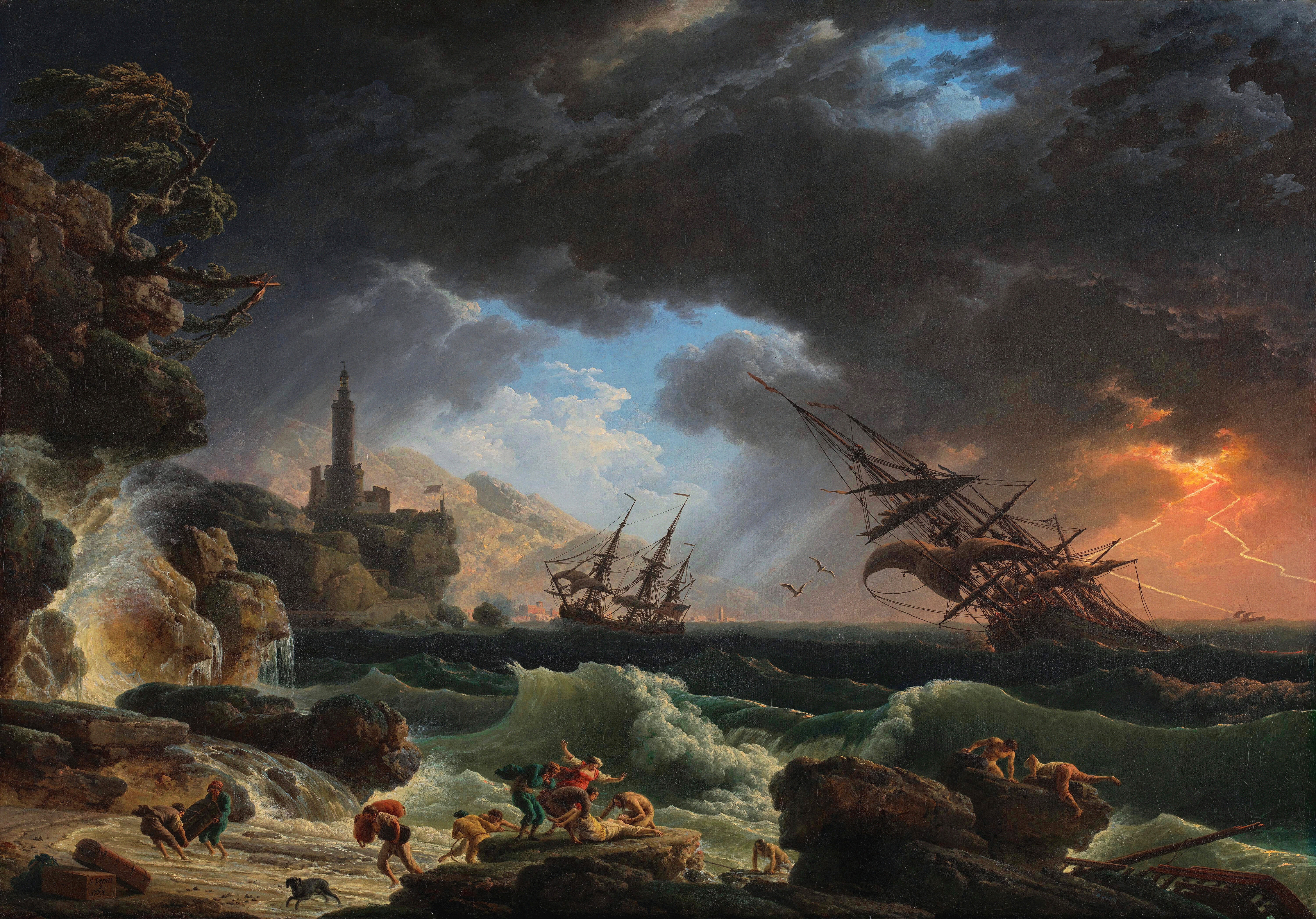
Кораблекрушение в бурю. Ок. 1773. Холст, масло. Национальная галерея, Лондон